# Svédország az 1988. évi nyári olimpiai játékokon
Svédország a dél-koreai Szöulban megrendezett 1988. évi nyári olimpiai játékok egyik részt vevő nemzete volt. Az országot az olimpián 23 sportágban 185 sportoló képviselte, akik összesen 11 érmet szereztek.

## Érmesek
| Érem  | Versenyző                                             | Sportág       | Versenyszám           |
| ----- | ----------------------------------------------------- | ------------- | --------------------- |
| Ezüst | George Cramne                                         | Ökölvívás     | Könnyűsúly            |
| Ezüst | Ragnar Skanåker                                       | Sportlövészet | Férfi szabadpisztoly  |
| Ezüst | Anders Holmertz                                       | Úszás         | Férfi 200 m gyors     |
| Ezüst | Birgitta Bengtsson Marit Söderström                   | Vitorlázás    | 470-es osztály        |
| Bronz | Erik Lindh                                            | Asztalitenisz | Férfi egyes           |
| Bronz | Patrik Sjöberg                                        | Atlétika      | Férfi magasugrás      |
| Bronz | Tomas Johansson                                       | Birkózás      | Kötöttfogás, 130 kg   |
| Bronz | Björn Johansson Jan Karlsson Michel Lafis Anders Jarl | Kerékpározás  | Férfi csapat időfutam |
| Bronz | Lars Myrberg                                          | Ökölvívás     | Kisváltósúly          |
| Bronz | Stefan Edberg                                         | Tenisz        | Férfi egyes           |
| Bronz | Stefan Edberg Anders Järryd                           | Tenisz        | Férfi páros           |

## Asztalitenisz
Férfi
| Versenyző                        | Versenyszám | Csoportkör | Csoportkör | Nyolcaddöntő                                               | Negyeddöntő                                                                            | Elődöntő | Döntő                                                                               | Helyezés |
| Versenyző                        | Versenyszám | Ellenfél Eredmény | Hely.      | Ellenfél Eredmény                                          | Ellenfél Eredmény                                                                      | Ellenfél Eredmény | Ellenfél Eredmény                                                                   | Helyezés |
| -------------------------------- | ----------- | --- | ---------- | ---------------------------------------------------------- | -------------------------------------------------------------------------------------- | --- | ----------------------------------------------------------------------------------- | -------- |
| Erik Lindh                       | Egyes       | F csoport · Raymundo Fermín (DOM) · 3:1 · Desmond Douglas (GBR) · 3:0 · Huang Huj-csie (Huang Huei-Chieh) (TPE) · 3:2 · Farjad Saif (PAK) · 3:1 · Zoran Kalinić (YUG) · 3:2 · Cláudio Kano (BRA) · 3:1 · Ashraf Helmy (EGY) · 3:0 | 1.         | Ono Szeidzsi (JPN) · 24–22, 21–17, 21–16                   | Csiang Csia-liang (Jiang Jialiang) (CHN) · 16–21, 21–12, 21–13, 22–20                  | Ju Namgju (Yu Nam-Gyu) (KOR) · 10–21, 22–24, 9–21                                                                    | Bronzmérkőzés · Klampár Tibor (HUN) · 14–21, 21–17, 21–17, 21–16                    |          |
| Jörgen Persson                   | Egyes       | E csoport · Jorge Gambra (CHI) · 3:0 · Kim Van (Kim Wan) (KOR) · 2:3 · Sherif El-Saket (EGY) · 3:0 · Szaitó Kijosi (JPN) · 3:2 · Kamlesh Mehta (IND) · 3:1 · Mariano Domuszcsiev (BUL) · 3:0 · Piotr Molenda (POL) · 3:1 | 2.         | Andrzej Grubba (POL) · 21–18, 21–10, 19–21, 21–19          | Ju Namgju (Yu Nam-Gyu) (KOR) · 21–19, 16–21, 15–21, 9–21                               | Az 5–8. helyért · Csiang Csia-liang (Jiang Jialiang) (CHN) · 21–6, 11–21, 11–21, 15–21                               | A 7. helyért · Jan-Ove Waldner (SWE) · 21–15, 21–16, 21–17                          | 7.       |
| Jan-Ove Waldner                  | Egyes       | B csoport · Gilany Hosnani (MRI) · 3:0 · Hszü Ceng-caj (Xu Zengcai) (CHN) · 3:2 · Georg Böhm (FRG) · 3:0 · Patrick Birocheau (FRA) · 3:0 · Csi Csin-lung (Chih Chin-Long) (TPE) · 3:0 · Tonny Maringgi (INA) · 3:0 · Barry Griffiths (NZL) · 3:0 | 1.         | Leszek Kucharski (POL) · 21–23, 22–20, 17–21, 21–17, 21–14 | Kim Van (Kim Wan) (KOR) · 21–17, 17–21, 22–20, 17–21, 18–21                            | Az 5–8. helyért · Csen Lung-can (Chen Longcan) (CHN) · 11–21, 21–23, 8–21                                            | A 7. helyért · Erik Lindh (SWE) · 15–21, 16–21, 17–21                               | 8.       |
| Erik Lindh Jörgen Persson        | Páros       | A csoport · Hongkong (HKG) · Chan Chi Ming · Liu Fuk Man · 2:0 · Kína (CHN) · Csen Lung-can (Chen Longcan) · Iszeki Szeikó · 0:2 · Tunézia (TUN) · Mourad Sta · Sofiane Ben Letaief · 2:0 · Japán (JPN) · Ono Szeidzsi · Mijazaki Josihito · 2:0 · Nagy-Britannia (GBR) · Alan Cooke · Carl Prean · 2:0 · Magyarország (HUN) · Klampár Tibor · Kriston Zsolt · 2:0 · India (IND) · Kamlesh Mehta · Sujay Ghorpade · 2:0                                            | 2.         |                                                            | Dél-Korea (KOR) · An Dzsehjong (An Jae-Hyeong) · Ju Namgju (Yu Nam-Gyu) · 13–21, 11–21 | Az 5–8. helyért · Lengyelország (POL) · Andrzej Grubba · Leszek Kucharski · 13–21, 16–21                             | A 7. helyért · Svédország (SWE) · Jan-Ove Waldner · Mikael Appelgren · 21–10, 21–14 | 7.       |
| Jan-Ove Waldner Mikael Appelgren | Páros       | B csoport · Új-Zéland (NZL) · Barry Griffiths · Peter Jackson · 2:0 · Dél-Korea (KOR) · Kim Githek (Kim Gi-Taek) · Kim Van (Kim Wan) · 2:1 · Nagy-Britannia (GBR) · Desmond Douglas · Sky Andrew · 0:2 · Tajvan (TPE) · Csi Csin-lung (Chih Chin-Long) · Csi Csin-suj (Chih Chin-Shui) · 2:0 · Ausztria (AUT) · Yi Ding · Gottfried Bär · 2:1 · NSZK (FRG) · Georg Böhm · Jürgen Rebel · 2:0 · Dominikai Köztársaság (DOM) · Mario Álvarez · Raymundo Fermín · 2:0 | 1.         |                                                            | Jugoszlávia (YUG) · Ilija Lupulesku · Zoran Primorac · 19–21, 21–19, 19–21             | Az 5–8. helyért · Kína (CHN) · Csiang Csia-liang (Jiang Jialiang) · Hszü Ceng-caj (Xu Zengcai) · 21–10, 20–22, 17–21 | A 7. helyért · Svédország (SWE) · Erik Lindh · Jörgen Persson · 10–21, 14–21        | 8.       |

## Atlétika
Férfi
| Versenyző        | Versenyszám     | Előfutam | Előfutam | Előfutam | Elődöntő | Elődöntő | Elődöntő | Döntő         | Döntő         |
| Versenyző        | Versenyszám     | Idő      | Hely.    | Össz.    | Idő      | Hely.    | Össz.    | Idő           | Helyezés      |
| ---------------- | --------------- | -------- | -------- | -------- | -------- | -------- | -------- | ------------- | ------------- |
| Jonny Danielson  | 5000 m          | 13:43,54 | 8.       | 8.       | 13:25,25 | 8.       | 15.      | 13:30,44      | 10.           |
| Stefan Johansson | 50 km gyaloglás |          |          |          |          |          |          | 3:53:34       | 20.           |
| Stefan Johansson | 20 km gyaloglás |          |          |          |          |          |          | 1:23:51       | 25.           |
| Jan Staaf        | 20 km gyaloglás |          |          |          |          |          |          | 1:24:59       | 30.           |
| Jan Staaf        | 50 km gyaloglás |          |          |          |          |          |          | nem ért célba | nem ért célba |
| Bo Gustafsson    | 50 km gyaloglás |          |          |          |          |          |          | 3:44:49       | 7.            |

| Versenyző       | Versenyszám   | Selejtező             | Selejtező             | Döntő    | Döntő    |
| Versenyző       | Versenyszám   | Eredmény              | Helyezés              | Eredmény | Helyezés |
| --------------- | ------------- | --------------------- | --------------------- | -------- | -------- |
| Patrik Sjöberg  | Magasugrás    | 225 cm                | 8.                    | 236 cm   | *        |
| Tore Gustafsson | Kalapácsvetés | 76,44 m               | 11.                   | 74,24 m  | 11.      |
| Kjell Bystedt   | Kalapácsvetés | érvényes dobás nélkül | érvényes dobás nélkül | kiesett  | kiesett  |
| Dag Wennlund    | Gerelyhajítás | 79,66 m               | 11.                   | 78,30 m  | 8.       |
| Peter Borglund  | Gerelyhajítás | 80,16 m               | 9.                    | 78,22 m  | 9.       |

| Versenyző      | Versenyszám | 100 m | 100 m | Távolugrás | Távolugrás | Súlylökés | Súlylökés | Magasugrás | Magasugrás | 400 m | 400 m | 110 m gát | 110 m gát | Diszkoszvetés | Diszkoszvetés | Rúdugrás | Rúdugrás | Gerelyhajítás | Gerelyhajítás | 1500 m  | 1500 m | Végeredmény | Végeredmény |
| Versenyző      | Versenyszám | Idő   | Pont  | Eredmény   | Pont       | Eredmény  | Pont      | Eredmény   | Pont       | Idő   | Pont  | Idő       | Pont      | Eredmény      | Pont          | Eredmény | Pont     | Eredmény      | Pont          | Idő     | Pont   | Pont        | Helyezés    |
| -------------- | ----------- | ----- | ----- | ---------- | ---------- | --------- | --------- | ---------- | ---------- | ----- | ----- | --------- | --------- | ------------- | ------------- | -------- | -------- | ------------- | ------------- | ------- | ------ | ----------- | ----------- |
| Mikael Olander | Tízpróba    | 11,46 | 761   | 675 cm     | 755        | 16,07 m   | 856       | 200 cm     | 803        | 51,28 | 757   | 16,06     | 726       | 50,66 m       | 884           | 480 cm   | 849      | 72,80 m       | 932           | 5:02,42 | 546    | 7869        | 17.         |

Női
| Versenyző | Versenyszám | Eredmény | Helyezés |
| --------- | ----------- | -------- | -------- |
| Evy Palm  | Maraton     | 2:34:41  | 24.      |

* - egy másik versenyzővel azonos eredményt ért el

## Birkózás
Kötöttfogású
| Versenyző          | Versenyszám | Vigaszágas kiesés | Vigaszágas kiesés | Helyosztók                  | Helyosztók                      | Bronz- mérkőzés                      | Döntő             | Helyezés    |
| Versenyző          | Versenyszám | Vigaszágas kiesés | Vigaszágas kiesés | 7. helyért                  | 5. helyért                      | Bronz- mérkőzés                      | Döntő             | Helyezés    |
| Versenyző          | Versenyszám | Ellenfél Eredmény | Hely.             | Ellenfél Eredmény           | Ellenfél Eredmény               | Ellenfél Eredmény                    | Ellenfél Eredmény | Helyezés    |
| ------------------ | ----------- | --- | ----------------- | --------------------------- | ------------------------------- | ------------------------------------ | ----------------- | ----------- |
| Peter Stjernberg   | 52 kg       | B csoport · José Marques (POR) · feladta (sérülés) · Abderrahman Naanaa (MAR) · 5–3 · I Dzseszok (Lee Jae-Seok) (KOR) · 5–7 · Roman Kierpacz (POL) · 1–8                                | 4.                | Hriszto Filcsev (BUL) · 3–9 |                                 |                                      |                   | 8.          |
| Benni Ljungbeck    | 57 kg       | A csoport · Keijo Pehkonen (FIN) · 5–0 · Harálambosz Holídisz (GRE) · passzivitás · Alekszandr Sesztakov (URS) · passzivitás                                                            | 9.                | kiesett                     | kiesett                         | kiesett                              | kiesett           | helyezetlen |
| Lars Lagerborg     | 68 kg       | B csoport · Abdel Latif Abdel Latif (EGY) · 9–0 · Arisztídisz Grigorákisz (GRE) · passzivitás · Jerzy Kopański (POL) · passzivitás · Andy Seras (USA) · passzivitás                     | 8.                | kiesett                     | kiesett                         | kiesett                              | kiesett           | helyezetlen |
| Roger Tallroth     | 74 kg       | B csoport · Jouko Salomäki (FIN) · 7–5 · Abdel Aziz Tahir (MAR) · passzivitás · Martial Mischler (FRA) · 2–3 · Takács János (HUN) · passzivitás · Daulet Turlihanov (URS) · passzivitás | 4.                | Itó Hiromicsi (JPN) · 5–1   |                                 |                                      |                   | 7.          |
| Magnus Fredriksson | 82 kg       | A csoport · Stig Kleven (NOR) · 1–3 · Mehdi Moradi-Ganjeh (IRI) · passzivitás · a 3. fordulóban erőnyerő · Roger Gößner (FRG) · 3–1 · Komáromi Tibor (HUN) · passzivitás                | 3.                |                             | Goran Kasum (YUG) · passzivitás |                                      |                   | 6.          |
| Christer Gulldén   | 90 kg       | A csoport · Jean-François Court (FRA) · passzivitás · Jeórjiosz Pikilídisz (GRE) · 5–1 · Andrzej Malina (POL) · 1–0 · Atanasz Komsev (BUL) · 0–4 · Franz Pitschmann (AUT) · 3–1         | 2.                |                             |                                 | Vlagyimir Popov (URS) · kétvállas    |                   | 4.          |
| Sören Claeson      | 100 kg      | B csoport · Gerhard Himmel (FRG) · passzivitás · Oumar Samba Sy (MTN) · kétvállas · Ilija Georgiev (BUL) · 2–14                                                                         | 6.                | kiesett                     | kiesett                         | kiesett                              | kiesett           | helyezetlen |
| Tomas Johansson    | 130 kg      | A csoport · Alekszandr Karelin (URS) · passzivitás · Fritz Gerdsmeier (FRG) · 2–1 · a 3. fordulóban erőnyerő · Klauz László (HUN) · 2–1                                                 | 2.                |                             |                                 | Hassan El-Haddad (EGY) · passzivitás |                   |             |

Szabadfogású
| Versenyző        | Versenyszám | Vigaszágas kiesés                                                                                           | Vigaszágas kiesés | Helyosztók        | Helyosztók        | Bronz- mérkőzés   | Döntő             | Helyezés    |
| Versenyző        | Versenyszám | Vigaszágas kiesés                                                                                           | Vigaszágas kiesés | 7. helyért        | 5. helyért        | Bronz- mérkőzés   | Döntő             | Helyezés    |
| Versenyző        | Versenyszám | Ellenfél Eredmény                                                                                           | Hely.             | Ellenfél Eredmény | Ellenfél Eredmény | Ellenfél Eredmény | Ellenfél Eredmény | Helyezés    |
| ---------------- | ----------- | --- | ----------------- | ----------------- | ----------------- | ----------------- | ----------------- | ----------- |
| Theodore Dikanda | 62 kg       | A csoport · Vicente Cáceres (ESP) · 6–4 · Giovanni Schillaci (ITA) · 1–7 · Kazuhito Sakae (JPN) · kétvállas | 9.                | kiesett           | kiesett           | kiesett           | kiesett           | helyezetlen |
| Lars Gustafsson  | 74 kg       | A csoport · Claudiu Tămăduianu (ROU) · 1–2 · Hara Josihiko (JPN) · 1–7                                      | 12.               | kiesett           | kiesett           | kiesett           | kiesett           | helyezetlen |

## Cselgáncs
| Versenyző      | Versenyszám | Csoport | Selejtező         | 32-es főtábla                   | Nyolcaddöntő                      | Negyeddöntő                             | Elődöntő          | Vigaszág nyolcaddöntő          | Vigaszág negyeddöntő                | Vigaszág elődöntő | Bronz- mérkőzés   | Döntő             | Helyezés |
| Versenyző      | Versenyszám | Csoport | Ellenfél Eredmény | Ellenfél Eredmény               | Ellenfél Eredmény                 | Ellenfél Eredmény                       | Ellenfél Eredmény | Ellenfél Eredmény              | Ellenfél Eredmény                   | Ellenfél Eredmény | Ellenfél Eredmény | Ellenfél Eredmény | Helyezés |
| -------------- | ----------- | ------- | ----------------- | ------------------------------- | --------------------------------- | --------------------------------------- | ----------------- | ------------------------------ | ----------------------------------- | ----------------- | ----------------- | ----------------- | -------- |
| Anders Dahlin  | Könnyűsúly  | A       | erőnyerő          | Henry Núñez (CRC) · 0001–0000   | Hugo d'Assunção (POR) · 0001–0000 | Kerrith Brown (GBR) · 0000–0000 (bírói) | kiesett           |                                |                                     |                   |                   |                   | 11.      |
| Lars Adolfsson | Váltósúly   | A       | erőnyerő          | Frank Wieneke (FRG) · 0000–0011 |                                   |                                         |                   | Peter Reiter (AUT) · 0100–0000 | Vítorino González (ESP) · 0000–1000 | kiesett           | kiesett           |                   | 9.       |

## Evezés
Férfi
| Versenyző                                                    | Versenyszám              | Előfutam | Előfutam | Vigaszág | Vigaszág | Elődöntő | Elődöntő | Döntő | Döntő   | Döntő | Helyezés |
| Versenyző                                                    | Versenyszám              | Idő      | Hely.    | Idő      | Hely.    | Idő      | Hely.    | Típus | Idő     | Hely. | Helyezés |
| ------------------------------------------------------------ | ------------------------ | -------- | -------- | -------- | -------- | -------- | -------- | ----- | ------- | ----- | -------- |
| Fredrik Hultén                                               | Egypárevezős             | 7:12,98  | 1.       | erőnyerő | erőnyerő | 7:04,36  | 4.       | B     | 7:40,07 | 3.    | 9.       |
| Folke Brundin Per-Olof Claesson Anders Larson David Svensson | Kormányos nélküli négyes | 6:19,12  | 4.       | 6:14,52  | 1.       | 6:16,28  | 5.       | B     | 6:16,41 | 4.    | 10.      |

Női
| Versenyző                       | Versenyszám  | Előfutam | Előfutam | Vigaszág | Vigaszág | Elődöntő | Elődöntő | Döntő | Döntő   | Döntő | Helyezés |
| Versenyző                       | Versenyszám  | Idő      | Hely.    | Idő      | Hely.    | Idő      | Hely.    | Típus | Idő     | Hely. | Helyezés |
| ------------------------------- | ------------ | -------- | -------- | -------- | -------- | -------- | -------- | ----- | ------- | ----- | -------- |
| Annelie Larsson                 | Egypárevezős | 8:29,70  | 5.       | 8:20,20  | 3.       | 8:11,21  | 6.       | B     | 8:11,69 | 5.    | 11.      |
| Maria Brandin Carina Gustavsson | Kétpárevezős | 7:38,14  | 3.       | 7:30,23  | 3.       |          |          | B     | 8:09,35 | 2.    | 8.       |

## Íjászat
Férfi
| Versenyző                                      | Versenyszám | Selejtező | Selejtező | Nyolcaddöntő | Nyolcaddöntő | Negyeddöntő | Negyeddöntő | Elődöntő | Elődöntő | Döntő   | Döntő    |
| Versenyző                                      | Versenyszám | Pont      | Hely.     | Pont         | Hely.        | Pont        | Hely.       | Pont     | Hely.    | Pont    | Helyezés |
| ---------------------------------------------- | ----------- | --------- | --------- | ------------ | ------------ | ----------- | ----------- | -------- | -------- | ------- | -------- |
| Göran Bjerendal                                | Egyéni      | 1280      | 8.        | 315          | 8.           | 316         | 15.         | kiesett  | kiesett  | kiesett | kiesett  |
| Mats Nordlander                                | Egyéni      | 1243      | 30.       | kiesett      | kiesett      | kiesett     | kiesett     | kiesett  | kiesett  | kiesett | kiesett  |
| Gert Bjerendal                                 | Egyéni      | 1236      | 35.       | kiesett      | kiesett      | kiesett     | kiesett     | kiesett  | kiesett  | kiesett | kiesett  |
| Gert Bjerendal Göran Bjerendal Mats Nordlander | Csapat      | 3759      | 6.        |              |              |             |             | 964      | 5.       | 925     | 8.       |

## Kajak-kenu
Férfi
| Versenyző                                                          | Versenyszám         | Előfutam | Előfutam | Előfutam | Vigaszág | Vigaszág | Vigaszág | Elődöntő | Elődöntő | Elődöntő | Döntő   | Döntő    |
| Versenyző                                                          | Versenyszám         | Idő      | Hely.    | Össz.    | Idő      | Hely.    | Össz.    | Idő      | Hely.    | Össz.    | Idő     | Helyezés |
| ------------------------------------------------------------------ | ------------------- | -------- | -------- | -------- | -------- | -------- | -------- | -------- | -------- | -------- | ------- | -------- |
| Karl Sundqvist                                                     | Kajak egyes 500 m   | 1:46,32  | 4.       | 9.       | 1:46,77  | 2.       | 2.       | 1:44,45  | 2.       | 8.       | 1:46,76 | 5.       |
| Gunnar Olsson                                                      | Kajak egyes 1000 m  | 3:41,60  | 1.       | 1.       | erőnyerő | erőnyerő | erőnyerő | 3:38,82  | 1.       | 1.       | 3:56,84 | 5.       |
| Per-Inge Bengtsson Karl Sundqvist                                  | Kajak kettes 500 m  | kizárták | kizárták | kizárták | kiesett  | kiesett  | kiesett  | kiesett  | kiesett  |          |         |          |
| Anders Ohlsén Hans Olsson                                          | Kajak kettes 1000 m | 3:26,43  | 4.       | 8.       | 3:26,75  | 1.       | 1.       | 3:28,31  | 3.       | 9.       | 3:36,13 | 7.       |
| Per-Inge Bengtsson Lars-Erik Moberg Karl Sundqvist Bengt Andersson | Kajak négyes 1000 m | 3:04,98  | 3.       | 7.       | erőnyerő | erőnyerő | erőnyerő | 3:10,11  | 2.       | 6.       | 3:06,03 | 8.       |

Női
| Versenyző                                                               | Versenyszám        | Előfutam | Előfutam | Előfutam | Vigaszág | Vigaszág | Vigaszág | Elődöntő | Elődöntő | Elődöntő | Döntő   | Döntő    |
| Versenyző                                                               | Versenyszám        | Idő      | Hely.    | Össz.    | Idő      | Hely.    | Össz.    | Idő      | Hely.    | Össz.    | Idő     | Helyezés |
| ----------------------------------------------------------------------- | ------------------ | -------- | -------- | -------- | -------- | -------- | -------- | -------- | -------- | -------- | ------- | -------- |
| Agneta Andersson                                                        | Kajak egyes 500 m  | 2:00,27  | 3.       | 9.       |          |          |          | 1:59,30  | 2.       | 7.       | 2:01,00 | 8.       |
| Anna Olsson Agneta Andersson                                            | Kajak kettes 500 m | 1:52,82  | 5.       | 9.       | 1:53,17  | 1.       | 2.       | 1:51,41  | 1.       | 5.       | 1:48,39 | 6.       |
| Agneta Andersson Anna Olsson Liselotte Ohlson Susanne Wiberg-Gunnarsson | Kajak négyes 500 m | 1:41,40  | 3.       | 7.       | erőnyerő | erőnyerő | erőnyerő |          |          |          | 1:45,67 | 6.       |

## Kerékpározás

### Országúti kerékpározás
Férfi
| Versenyző                                             | Versenyszám     | Idő             | Helyezés |
| ----------------------------------------------------- | --------------- | --------------- | -------- |
| Michel Lafis                                          | Mezőnyverseny   | 4:32:56 (+0:34) | 43.      |
| Anders Jarl                                           | Mezőnyverseny   | 4:32:56 (+0:34) | 57.      |
| Raoul Fahlin                                          | Mezőnyverseny   | 4:32:56 (+0:34) | 87.      |
| Björn Johansson Jan Karlsson Michel Lafis Anders Jarl | Csapat időfutam | 1:59:47,3       |          |

Női
| Versenyző         | Versenyszám   | Idő             | Helyezés |
| ----------------- | ------------- | --------------- | -------- |
| Marie Höljer      | Mezőnyverseny | 2:00:52 (+0:00) | 7.       |
| Paula Westher     | Mezőnyverseny | 2:00:52 (+0:00) | 26.      |
| Marianne Berglund | Mezőnyverseny | 2:00:52 (+0:00) | 44.      |

## Kézilabda

### Férfi
| Svéd férfi kézilabdacsapat-játékoskeret                                                                      | Svéd férfi kézilabdacsapat-játékoskeret                                                                 |
| --- | --- |
| - Björn Jilsén - Claes Hellgren - Erik Hajas - Johan Eklund - Magnus Wislander - Mats Fransson - Mats Olsson | - Ola Lindgren - Peder Järphag - Per Carlén - Per Carlsson - Staffan Olsson - Sten Sjögren - Pär Jilsén |

#### Eredmények
Csoportkör
A csoport
| Csapat                 | M | Gy | D | V | G+  | G–  | Gk  | P  |
| ---------------------- | - | -- | - | - | --- | --- | --- | -- |
| Szovjetunió (URS)      | 5 | 5  | 0 | 0 | 130 | 82  | +48 | 10 |
| Jugoszlávia (YUG)      | 5 | 3  | 1 | 1 | 116 | 111 | +5  | 7  |
| Svédország (SWE)       | 5 | 3  | 0 | 2 | 106 | 91  | +15 | 6  |
| Izland (ISL)           | 5 | 2  | 1 | 2 | 96  | 102 | –6  | 5  |
| Algéria (ALG)          | 5 | 1  | 0 | 4 | 89  | 109 | –20 | 2  |
| Egyesült Államok (USA) | 5 | 0  | 0 | 5 | 83  | 125 | –42 | 0  |

| 1988. szeptember 20. 14:00 | Svédország (SWE) | 21–18 | Algéria (ALG) |  |
| 1988. szeptember 20. 14:00 | (14– 9)          |       |               |  |
| 1988. szeptember 20. 14:00 |                  |       |               |  |

| 1988. szeptember 22. 14:00 | Svédország (SWE) | 18–22 | Szovjetunió (URS) |  |
| 1988. szeptember 22. 14:00 | (7–11)           |       |                   |  |
| 1988. szeptember 22. 14:00 |                  |       |                   |  |

| 1988. szeptember 24. 14:00 | Svédország (SWE) | 20–14 | Izland (ISL) |  |
| 1988. szeptember 24. 14:00 | (12–6)           |       |              |  |
| 1988. szeptember 24. 14:00 |                  |       |              |  |

| 1988. szeptember 26. 14:00 | Svédország (SWE) | 26–12 | Egyesült Államok (USA) |  |
| 1988. szeptember 26. 14:00 | (11– 6)          |       |                        |  |
| 1988. szeptember 26. 14:00 |                  |       |                        |  |

| 1988. szeptember 28. 18:00 | Jugoszlávia (YUG) | 25–21 | Svédország (SWE) |  |
| 1988. szeptember 28. 18:00 | (14–10)           |       |                  |  |
| 1988. szeptember 28. 18:00 |                   |       |                  |  |

Az 5. helyért
| 1988. szeptember 30. 15:30 | Svédország (SWE) | 27–18 | Csehszlovákia (TCH) |  |
| 1988. szeptember 30. 15:30 | (14–8)           |       |                     |  |
| 1988. szeptember 30. 15:30 |                  |       |                     |  |

| Csapat           | Helyezés |
| ---------------- | -------- |
| Svédország (SWE) | 5.       |

## Labdarúgás
| Svéd férfi labdarúgócsapat-játékoskeret | Svéd férfi labdarúgócsapat-játékoskeret                                                                                           |
| --- | --- |
| - Anders Limpar - Anders Palmér - Göran Arnberg - Håkan Lindman - Hans Eskilsson - Jan Hellström - Joakim Nilsson - Jonas Thern - Leif Engkvist | - Martin Dahlin - Michael Andersson - Peter Lönn - Roger Ljung - Roland Nilsson - Stefan Rehn - Sulo Vaattovaara - Sven Andersson |

### Eredmények
Csoportkör
A csoport
| Csapat           | M | Gy | D | V | Rg | Kg | Gk | P |
| ---------------- | - | -- | - | - | -- | -- | -- | - |
| Svédország (SWE) | 3 | 2  | 1 | 0 | 6  | 3  | +3 | 5 |
| NSZK (FRG)       | 3 | 2  | 0 | 1 | 8  | 3  | +5 | 4 |
| Tunézia (TUN)    | 3 | 0  | 2 | 1 | 3  | 6  | –3 | 2 |
| Kína (CHN)       | 3 | 0  | 1 | 2 | 0  | 5  | –5 | 1 |

| 1988. szeptember 17. 19:00 (UTC+9) |

| Svédország (SWE)        | 2–2               | Tunézia (TUN)                    |
| ----------------------- | ----------------- | -------------------------------- |
| Thern 44' Hellstrom 45' | (2–2) Jegyzőkönyv | Dhiab 16' Maaloul 43' (11-esből) |

| Daegu Civic Stadium, Tegu Nézőszám: 20 000 Játékvezető: Edgardo Codesal Méndez (mexikói) |

| 1988. szeptember 19. 19:00 (UTC+9) |

| Svédország (SWE)       | 2–0               | Kína (CHN) |
| ---------------------- | ----------------- | ---------- |
| Lonn 19' Hellstrom 42' | (2–0) Jegyzőkönyv |            |

| Daegu Civic Stadium, Tegu Nézőszám: 17 000 Játékvezető: Badara Sène (szenegáli) |

| 1988. szeptember 21. 19:00 (UTC+9) |

| Svédország (SWE)      | 2–1               | NSZK (FRG) |
| --------------------- | ----------------- | ---------- |
| Engqvist 64' Lonn 85' | (0–0) Jegyzőkönyv | Walter 60' |

| Daegu Civic Stadium, Tegu Nézőszám: 17 000 Játékvezető: Kurt Röthlisberger (svájci) |

Negyeddöntő
| 1988. szeptember 25. 19:00 (UTC+9) |

| Svédország (SWE) | 1–2 (h. u.)                 | Olaszország (ITA)     |
| ---------------- | --------------------------- | --------------------- |
| Hellstrom 84'    | (0–0, 1–1, 1–2) Jegyzőkönyv | Virdis 50' Crippa 98' |

| Hanbat Stadium, Daejeon Nézőszám: 11 000 Játékvezető: Gérard Biguet (francia) |

| Csapat           | Helyezés |
| ---------------- | -------- |
| Svédország (SWE) | 5.       |

## Lovaglás
Díjlovaglás
| Versenyző                                                   | Ló           | Versenyszám | Selejtező | Selejtező | Döntő   | Döntő    |
| Versenyző                                                   | Ló           | Versenyszám | Pont      | Hely.     | Pont    | Helyezés |
| ----------------------------------------------------------- | ------------ | ----------- | --------- | --------- | ------- | -------- |
| Ulla Håkansson                                              | Cesam        | Egyéni      | 1271      | 25.       | kiesett | kiesett  |
| Louise Nathhorst                                            | Cirac        | Egyéni      | 1251      | 30.       | kiesett | kiesett  |
| Lars Andersson                                              | Herkules     | Egyéni      | 1249      | 31.*      | kiesett | kiesett  |
| Eva Lindsten                                                | Cello        | Egyéni      | 1167      | 47.       | kiesett | kiesett  |
| Ulla Håkansson Louise Nathhorst Lars Andersson Eva Lindsten | lásd fentebb | Csapat      |           |           | 3771    | 11.      |

* - egy másik versenyzővel azonos eredményt ért el

## Műugrás
Férfi
| Versenyző        | Versenyszám    | Selejtező | Selejtező | Döntő   | Döntő    |
| Versenyző        | Versenyszám    | Pont      | Helyezés  | Pont    | Helyezés |
| ---------------- | -------------- | --------- | --------- | ------- | -------- |
| Joakim Andersson | Egyéni műugrás | 549,99    | 14.       | kiesett | kiesett  |

Női
| Versenyző           | Versenyszám    | Selejtező | Selejtező | Döntő   | Döntő    |
| Versenyző           | Versenyszám    | Pont      | Helyezés  | Pont    | Helyezés |
| ------------------- | -------------- | --------- | --------- | ------- | -------- |
| Anita Rossing-Brown | Egyéni műugrás | 414,63    | 13.       | kiesett | kiesett  |

## Ökölvívás
| Versenyző     | Versenyszám   | Selejtező                              | 32-es főtábla                    | Nyolcaddöntő                     | Negyeddöntő                   | Elődöntő                    | Döntő                     | Helyezés |
| Versenyző     | Versenyszám   | Ellenfél Eredmény                      | Ellenfél Eredmény                | Ellenfél Eredmény                | Ellenfél Eredmény             | Ellenfél Eredmény           | Ellenfél Eredmény         | Helyezés |
| ------------- | ------------- | -------------------------------------- | -------------------------------- | -------------------------------- | ----------------------------- | --------------------------- | ------------------------- | -------- |
| Jimmy Mayanja | Harmatsúly    | Mohamed Achik (MAR) · 4:1              | José de Jesús García (MEX) · 4:1 | Alekszandar Hrisztov (BUL) · 0:5 | kiesett                       | kiesett                     | kiesett                   | 9.       |
| George Cramne | Könnyűsúly    | erőnyerő                               | John Elson Mkangala (MAW) · 5:0  | Michael Carruth (IRL) · KO       | Charlie Kane (GBR) · 4:1      | Nergüin Enkhbat (MGL) · 3:2 | Andreas Zülow (GDR) · 0:5 |          |
| Lars Myrberg  | Kisváltósúly  | Handhal Mohamed Al-Harithy (OMA) · RSC | Ahmad Mayez Khanji (SYR) · 4:1   | Howard Grant (CAN) · 4:1         | Humberto Rodríguez (MEX) · KO | Grahame Cheney (AUS) · 0:5  | kiesett                   |          |
| Sören Antman  | Váltósúly     | Isimeli Lesivakarua (FIJ) · RSC        | Joni Nyman (FIN) · 0:5           | kiesett                          | kiesett                       | kiesett                     | kiesett                   | 17.      |
| Martin Kitel  | Nagyváltósúly | erőnyerő                               | Ncholu Monontsi (LES) · 5:0      | Laurensio Mercado (ECU) · 3:2    | Ray Downey (CAN) · 0:5        | kiesett                     | kiesett                   | 5.       |
| Lotfi Ayed    | Középsúly     | erőnyerő                               | John Tobin (GRN) · 5:0           | Michele Mastrodonato (ITA) · 0:5 | kiesett                       | kiesett                     | kiesett                   | 9.       |

RSC – a mérkőzésvezető megállította a mérkőzést

## Öttusa
| Versenyző                                           | Versenyszám | Lovaglás | Lovaglás | Lovaglás | Vívás    | Vívás | Vívás | Úszás   | Úszás | Úszás | Lövészet | Lövészet | Lövészet | Futás    | Futás | Futás | Összesen    | Összesen |
| Versenyző                                           | Versenyszám | Idő      | Pont     | Hely.    | Pontszám | Pont  | Hely. | Idő     | Pont  | Hely. | Eredmény | Pont     | Hely.    | Idő      | Pont  | Hely. | Összes pont | Helyezés |
| --------------------------------------------------- | ----------- | -------- | -------- | -------- | -------- | ----- | ----- | ------- | ----- | ----- | -------- | -------- | -------- | -------- | ----- | ----- | ----------- | -------- |
| Svante Rasmuson                                     | Egyéni      | 1:44,59  | 916      | 40.      | 35–29    | 830   | 24.   | 3:25,00 | 1232  | 29.   | 191      | 934      | 22.      | 13:50,41 | 1075  | 28.   | 4987        | 22.      |
| Jan-Erik Danielsson                                 | Egyéni      | 1:40,34  | 890      | 44.      | 37–27    | 864   | 15.   | 3:36,90 | 1140  | 46.   | 196      | 1044     | 4.       | 14:09,16 | 1018  | 44.   | 4956        | 25.      |
| Roderick Martin                                     | Egyéni      | EL       | EL       | 60.      | 40–24    | 915   | 8.    | 3:19,97 | 1276  | 11.   | 196      | 1044     | 4.       | 14:06,94 | 1027  | 43.   | 4262        | 56.      |
| Svante Rasmuson Jan-Erik Danielsson Roderick Martin | Csapat      |          | 1806     | 17.      |          | 2609  | 4.    |         | 3648  | 10.   |          | 3022     | 2.       |          | 3120  | 13.   | 14205       | 11.      |

## Röplabda

### Férfi
| Svéd férfi röplabdacsapat-játékoskeret                                                                 | Svéd férfi röplabdacsapat-játékoskeret                                                                |
| --- | --- |
| - Håkan Björne - Bengt Gustafson - Jan Hedengård - Tomas Hoszek - Patrik Johansson - Jannis Kalmazidis | - Mats Karlsson - Urban Lennartsson - Anders Lundmark - Lars Nilsson - Per-Anders Sääf - Peter Tholse |

#### Eredmények
Csoportkör
A csoport
|                   |      | Mérkőzések | Mérkőzések | Szettek | Szettek | Szettek | Pontok | Pontok | Pontok |
| Csapat            | Pont | Gy         | V          | Sz+     | Sz–     | SzA     | P+     | P–     | PA     |
| ----------------- | ---- | ---------- | ---------- | ------- | ------- | ------- | ------ | ------ | ------ |
| Szovjetunió (URS) | 9    | 4          | 1          | 14      | 4       | 3,500   | 248    | 190    | 1,305  |
| Brazília (BRA)    | 9    | 4          | 1          | 14      | 7       | 2,000   | 296    | 225    | 1,316  |
| Svédország (SWE)  | 7    | 2          | 3          | 9       | 11      | 0,818   | 220    | 262    | 0,840  |
| Bulgária (BUL)    | 7    | 2          | 3          | 7       | 9       | 0,778   | 190    | 194    | 0,979  |
| Olaszország (ITA) | 7    | 2          | 3          | 7       | 11      | 0,636   | 203    | 222    | 0,914  |
| Dél-Korea (KOR)   | 6    | 1          | 4          | 5       | 14      | 0,357   | 200    | 264    | 0,758  |

| 1988. szeptember 17. | Svédország (SWE)                  | 3–2 | Dél-Korea (KOR) |  |
| 1988. szeptember 17. | (10–15, 5–15, 15–12, 17–15, 15–4) |     |                 |  |

| 1988. szeptember 19. | Svédország (SWE)    | 0–3 | Szovjetunió (URS) |  |
| 1988. szeptember 19. | (8–15, 7–15, 14–16) |     |                   |  |

| 1988. szeptember 22. | Svédország (SWE)                 | 2–3 | Olaszország (ITA) |  |
| 1988. szeptember 22. | (15–9, 6–15, 15–12, 12–15, 3–15) |     |                   |  |

| 1988. szeptember 24. | Svédország (SWE)           | 1–3 | Brazília (BRA) |  |
| 1988. szeptember 24. | (6–15, 15–13, 0–15, 12–15) |     |                |  |

| 1988. szeptember 26. | Svédország (SWE)     | 3–0 | Bulgária (BUL) |  |
| 1988. szeptember 26. | (15–11, 15–12, 15–8) |     |                |  |

Az 5–8. helyért
| 1988. szeptember 28. 20:30 | Svédország (SWE)                   | 2–3 | Hollandia (NED) |  |
| 1988. szeptember 28. 20:30 | (10–15, 15–13, 15–8, 11–15, 14–16) |     |                 |  |

A 7. helyért
| 1988. október 1. 9:45 | Svédország (SWE)                  | 3–2 | Franciaország (FRA) |  |
| 1988. október 1. 9:45 | (12–15, 15–5, 8–15, 15–12, 15–12) |     |                     |  |

| Csapat           | Helyezés |
| ---------------- | -------- |
| Svédország (SWE) | 7.       |

## Sportlövészet
Férfi
| Versenyző       | Versenyszám           | Selejtező | Selejtező | Döntő   | Döntő    |
| Versenyző       | Versenyszám           | Pont      | Helyezés  | Pont    | Helyezés |
| --------------- | --------------------- | --------- | --------- | ------- | -------- |
| Bengt Kamis     | Légpisztoly           | 578       | 15.       | kiesett | kiesett  |
| Ragnar Skanåker | Légpisztoly           | 580       | 11.       | kiesett | kiesett  |
| Ragnar Skanåker | Szabadpisztoly        | 564       | 4.        | 657     |          |
| Benny Östlund   | Szabadpisztoly        | 557       | 14.       | kiesett | kiesett  |
| Anders Burvall  | Légpuska              | 582       | 31.       | kiesett | kiesett  |
| Per Hansson     | Légpuska              | 582       | 31.       | kiesett | kiesett  |
| Per Hansson     | Sportpuska, fekvő     | 596       | 11.       | kiesett | kiesett  |
| Per Hansson     | Sportpuska, összetett | 1146      | 45.       | kiesett | kiesett  |
| Stefan Lövbom   | Sportpuska, összetett | 1166      | 18.       | kiesett | kiesett  |
| Stefan Lövbom   | Sportpuska, fekvő     | 596       | 11.       | kiesett | kiesett  |
| Jan Pettersson  | Futócéllövészet       | 586       | 9.        | kiesett | kiesett  |

Női
| Versenyző         | Versenyszám           | Selejtező | Selejtező | Döntő   | Döntő    |
| Versenyző         | Versenyszám           | Pont      | Helyezés  | Pont    | Helyezés |
| ----------------- | --------------------- | --------- | --------- | ------- | -------- |
| Cris Kajd         | Légpisztoly           | 379       | 9.        | kiesett | kiesett  |
| Kerstin Bodin     | Légpisztoly           | 376       | 19.       | kiesett | kiesett  |
| Kristina Fries    | Sportpisztoly         | 586       | 4.        | 685     | 6.       |
| Britt-Marie Ellis | Sportpisztoly         | 581       | 12.       | kiesett | kiesett  |
| Carina Jansson    | Légpuska              | 387       | 22.       | kiesett | kiesett  |
| Carina Jansson    | Sportpuska, összetett | 564       | 33.       | kiesett | kiesett  |
| Anita Karlsson    | Sportpuska, összetett | 583       | 6.        | 676,4   | 8.       |
| Anita Karlsson    | Légpuska              | 383       | 33.       | kiesett | kiesett  |

Nyílt
| Versenyző          | Versenyszám | Selejtező | Selejtező | Döntő   | Döntő    |
| Versenyző          | Versenyszám | Pont      | Helyezés  | Pont    | Helyezés |
| ------------------ | ----------- | --------- | --------- | ------- | -------- |
| Johnny Påhlsson    | Trap        | 142       | 25.       | kiesett | kiesett  |
| Björn Thorwaldsson | Skeet       | 195       | 13.       | kiesett | kiesett  |

## Súlyemelés
| Versenyző       | Versenyszám | Szakítás | Szakítás | Lökés      | Lökés      | Összesen | Helyezés    |
| Versenyző       | Versenyszám | Eredmény | Helyezés | Eredmény   | Helyezés   | Összesen | Helyezés    |
| --------------- | ----------- | -------- | -------- | ---------- | ---------- | -------- | ----------- |
| Mats Lindqvist  | 75 kg       | 140,0    | 13.      | 175,0      | 12.        | 315,0    | 14.         |
| Tom Söderholm   | 100 kg      | 150,0    | 15.      | nem indult | nem indult | 150,0    | helyezetlen |
| Rickard Nilsson | 110 kg      | 175,0    | 8.       | 200,0      | 11.        | 375,0    | 9.          |

## Szinkronúszás
| Versenyző       | Versenyszám | Selejtező           | Selejtező           | Selejtező       | Selejtező  | Selejtező  | Döntő           | Döntő      | Döntő      |
| Versenyző       | Versenyszám | Technikai gyakorlat | Technikai gyakorlat | Zenés gyakorlat | Összesítés | Összesítés | Zenés gyakorlat | Összesítés | Összesítés |
| Versenyző       | Versenyszám | Pont                | Hely.               | Pont            | Pont       | Hely.      | Pont            | Pont       | Helyezés   |
| --------------- | ----------- | ------------------- | ------------------- | --------------- | ---------- | ---------- | --------------- | ---------- | ---------- |
| Marie Jacobsson | Egyéni      | 84,800              | 20.                 | 88,00           | 172,800    | 9.         | kiesett         | kiesett    | kiesett    |

## Tenisz
Férfi
| Versenyző                   | Versenyszám | 64-es főtábla                                | 32-es főtábla                                                 | Nyolcaddöntő                                                  | Negyeddöntő                                                        | Elődöntő                                                                         | Döntő             | Helyezés |
| Versenyző                   | Versenyszám | Ellenfél Eredmény                            | Ellenfél Eredmény                                             | Ellenfél Eredmény                                             | Ellenfél Eredmény                                                  | Ellenfél Eredmény                                                                | Ellenfél Eredmény | Helyezés |
| --------------------------- | ----------- | -------------------------------------------- | ------------------------------------------------------------- | ------------------------------------------------------------- | ------------------------------------------------------------------ | -------------------------------------------------------------------------------- | ----------------- | -------- |
| Stefan Edberg               | Egyes       | Horst Skoff (AUT) · 7–6, 6–2, 6–1            | Agustín Moreno (MEX) · 6–2, 7–6, 6–0                          | Jakob Hlasek (SUI) · 6–2, 6–4, 7–6                            | Paolo Canè (ITA) · 6–1, 7–5, 6–4                                   | Miloslav Mečíř (TCH) · 6–3, 0–6, 6–1, 4–6, 2–6                                   | kiesett           |          |
| Anders Järryd               | Egyes       | Martin Laurendeau (CAN) · 7–6, 4–6, 7–5, 7–5 | Andrew Castle (GBR) · 6–0, 6–3, 6–1                           | Carl-Uwe Steeb (FRG) · 6–2, 5–7, 3–6, 5–7                     | kiesett                                                            | kiesett                                                                          | kiesett           | 9.       |
| Stefan Edberg Anders Järryd | Páros       |                                              | NSZK (FRG) · Carl-Uwe Steeb · Eric Jelen · 6–4, 4–6, 6–4, 6–2 | Zimbabwe (ZIM) · Phillip Tuckniss · Mark Gurr · 6–0, 6–1, 6–4 | Ausztrália (AUS) · Darren Cahill · John Fitzgerald · 6–3, 6–4, 6–3 | Spanyolország (ESP) · Emilio Sánchez Vicario · Sergio Casal · 4–6, 6–1, 3–6, 2–6 | kiesett           |          |

Női
| Versenyző          | Versenyszám | 64-es főtábla                   | 32-es főtábla                          | Nyolcaddöntő                     | Negyeddöntő       | Elődöntő          | Döntő             | Helyezés |
| Versenyző          | Versenyszám | Ellenfél Eredmény               | Ellenfél Eredmény                      | Ellenfél Eredmény                | Ellenfél Eredmény | Ellenfél Eredmény | Ellenfél Eredmény | Helyezés |
| ------------------ | ----------- | ------------------------------- | -------------------------------------- | -------------------------------- | ----------------- | ----------------- | ----------------- | -------- |
| Catarina Lindqvist | Egyes       | Okamoto Kumiko (JPN) · 7–6, 7–5 | Nathalie Tauziat (FRA) · 2–6, 6–3, 6–4 | Manuela Maleeva (BUL) · 1–6, 0–6 | kiesett           | kiesett           | kiesett           | 9.       |

## Torna
Férfi
| Versenyző      | Versenyszám      | Selejtező | Selejtező | Döntő    | Döntő    |
| Versenyző      | Versenyszám      | Pontszám  | Helyezés  | Pontszám | Helyezés |
| -------------- | ---------------- | --------- | --------- | -------- | -------- |
| Johan Jonasson | Talaj            | 19,25     | 48.       | kiesett  | kiesett  |
| Johan Jonasson | Ugrás            | 19,00     | 60.       | kiesett  | kiesett  |
| Johan Jonasson | Korlát           | 18,80     | 77.       | kiesett  | kiesett  |
| Johan Jonasson | Nyújtó           | 19,25     | 38.       | kiesett  | kiesett  |
| Johan Jonasson | Gyűrű            | 19,05     | 62.       | kiesett  | kiesett  |
| Johan Jonasson | Lólengés         | 19,25     | 40.       | kiesett  | kiesett  |
| Johan Jonasson | Egyéni összetett | 114,60    | 56.       | 115,950  | 30.      |

## Úszás
Férfi
| Versenyző                                                                      | Versenyszám          | Előfutam | Előfutam | Előfutam | Döntő   | Döntő   | Döntő   | Helyezés |
| Versenyző                                                                      | Versenyszám          | Idő      | Hely.    | Össz.    | Típus   | Idő     | Hely.   | Helyezés |
| ------------------------------------------------------------------------------ | -------------------- | -------- | -------- | -------- | ------- | ------- | ------- | -------- |
| Göran Titus                                                                    | 50 m gyors           | 23,44    | 5.       | 15.*     | B       | 23,28   | 1.      | 9.       |
| Per Johansson                                                                  | 50 m gyors           | 23,12    | 4.       | 10.      | B       | 23,37   | 2.      | 10.      |
| Per Johansson                                                                  | 100 m gyors          | 50,22    | 2.       | 6.       | A       | 50,35   | 7.      | 7.       |
| Tommy Werner                                                                   | 100 m gyors          | 50,45    | 3.       | 8.       | A       | 50,54   | 8.      | 8.       |
| Tommy Werner                                                                   | 200 m gyors          | 1:51,96  | 7.       | 21.      | kiesett | kiesett | kiesett | kiesett  |
| Anders Holmertz                                                                | 200 m gyors          | 1:49,28  | 1.       | 8.       | A       | 1:47,89 | 2.      |          |
| Anders Holmertz                                                                | 400 m gyors          | 3:50,06  | 2.       | 6.       | A       | 3:51,04 | 8.      | 8.       |
| Henrik Jangvall                                                                | 400 m gyors          | 3:57,41  | 2.       | 21.      | kiesett | kiesett | kiesett | kiesett  |
| Stefan Persson                                                                 | 1500 m gyors         | 15:24,33 | 6.       | 17.      | kiesett | kiesett | kiesett | kiesett  |
| Christer Wallin                                                                | 200 m pillangó       | 2:03,79  | 4.       | 26.*     | kiesett | kiesett | kiesett | kiesett  |
| Per Johansson Tommy Werner Joakim Holmquist Göran Titus Rikard Milton          | 4 × 100 m gyorsváltó | 3:23,09  | 1.       | 5.       | A       | 3:21,07 | 5.      | 5.       |
| Anders Holmertz Tommy Werner Michael Söderlund Christer Wallin Henrik Jangvall | 4 × 200 m gyorsváltó | 7:23,82  | 3.       | 7.       | A       | 7:19,10 | 6.      | 6.       |

Női
| Versenyző                                                     | Versenyszám            | Előfutam | Előfutam | Előfutam | Döntő   | Döntő    | Döntő    | Helyezés |
| Versenyző                                                     | Versenyszám            | Idő      | Hely.    | Össz.    | Típus   | Idő      | Hely.    | Helyezés |
| ------------------------------------------------------------- | ---------------------- | -------- | -------- | -------- | ------- | -------- | -------- | -------- |
| Helena Åberg                                                  | 50 m gyors             | 26,67    | 7.       | 23.      | kiesett | kiesett  | kiesett  | kiesett  |
| Karin Furuhed                                                 | 50 m gyors             | 26,85    | 8.       | 24.      | kiesett | kiesett  | kiesett  | kiesett  |
| Karin Furuhed                                                 | 100 m gyors            | 57,97    | 4.       | 27.      | kiesett | kiesett  | kiesett  | kiesett  |
| Eva Nyberg                                                    | 100 m gyors            | 57,57    | 2.       | 21.      | kiesett | kiesett  | kiesett  | kiesett  |
| Suzanne Nilsson                                               | 200 m gyors            | 2:03,32  | 5.*      | 18.*     | kiesett | kiesett  | kiesett  | kiesett  |
| Johanna Larsson                                               | 100 m hát              | 1:05,10  | 7.       | 22.      | kiesett | kiesett  | kiesett  | kiesett  |
| Johanna Larsson                                               | 200 m hát              | 2:18,01  | 3.       | 14.      | B       | kizárták | kizárták | 16.      |
| Agneta Eriksson                                               | 100 m pillangó         | 1:03,45  | 8.       | 22.      | kiesett | kiesett  | kiesett  | kiesett  |
| Anette Philipsson                                             | 200 m vegyes           | 2:18,86  | 5.       | 11.      | B       | 2:19,35  | 4.       | 12.      |
| Anette Philipsson                                             | 400 m vegyes           | 4:53,58  | 6.       | 15.      | B       | 4:52,77  | 5.       | 13.      |
| Agneta Eriksson Karin Furuhed Suzanne Nilsson Eva Nyberg      | 4 × 100 m gyorsváltó   | 3:50,50  | 4.       | 9.       | kiesett | kiesett  | kiesett  | kiesett  |
| Johanna Larsson Anna-Karin Persson Agneta Eriksson Eva Nyberg | 4 × 100 m vegyes váltó | 4:17,72  | 4.       | 11.      | kiesett | kiesett  | kiesett  | kiesett  |

* - egy másik versenyzővel azonos eredményt ért el

## Vitorlázás
Férfi
| Versenyző                      | Versenyszám    | Futam | Futam  | Futam | Futam  | Futam | Futam | Futam | Pontszám | Helyezés |
| Versenyző                      | Versenyszám    | 1     | 2      | 3     | 4      | 5     | 6     | 7     | Pontszám | Helyezés |
| ------------------------------ | -------------- | ----- | ------ | ----- | ------ | ----- | ----- | ----- | -------- | -------- |
| Magnus Torell                  | Divízió II     | 24,0  | 16,0   | 23,0  | (26,0) | 20,0  | 23,0  | 26,0  | 132,0    | 20.      |
| Mats Caap                      | Finn dingi     | 16,0  | (30,0) | 18,0  | 28,0   | 17,0  | 20,0  | 23,0  | 122,0    | 16.      |
| Anders Liljeblad Jonas Häggbom | 470-es osztály | 18,0  | 22,0   | 22,0  | (29,0) | 16,0  | 22,0  | 20,0  | 120,0    | 14.      |

Női
| Versenyző                           | Versenyszám    | Futam | Futam | Futam | Futam  | Futam | Futam | Futam | Pontszám | Helyezés |
| Versenyző                           | Versenyszám    | 1     | 2     | 3     | 4      | 5     | 6     | 7     | Pontszám | Helyezés |
| ----------------------------------- | -------------- | ----- | ----- | ----- | ------ | ----- | ----- | ----- | -------- | -------- |
| Birgitta Bengtsson Marit Söderström | 470-es osztály | 0,0   | 3,0   | 16,0  | (21,0) | 10,0  | 8,0   | 3,0   | 40,0     |          |

Nyílt
| Versenyző                             | Versenyszám     | Futam  | Futam | Futam | Futam | Futam  | Futam  | Futam  | Pontszám | Helyezés |
| Versenyző                             | Versenyszám     | 1      | 2     | 3     | 4     | 5      | 6      | 7      | Pontszám | Helyezés |
| ------------------------------------- | --------------- | ------ | ----- | ----- | ----- | ------ | ------ | ------ | -------- | -------- |
| Mats Hansson Mats Johansson           | Csillaghajó     | (18,0) | 10,0  | 15,0  | 0,0   | 10,0   | 16,0   | 5,7    | 56,7     | 4.       |
| Göran Marström Karl Strandman         | Tornádó         | 10,0   | 23,0  | 15,0  | 17,0  | 17,0   | 16,0   | (30,0) | 98,0     | 12.      |
| Eje Öberg Lennart Persson Tony Wallin | Soling          | 13,0   | 16,0  | 5,7   | 8,0   | (27,0) | 18,0   | 17,0   | 77,7     | 8.       |
| Mats Nyberg Peter Eriksson            | Repülő hollandi | 15,0   | 21,0  | 23,0  | 23,0  | 19,0   | (29,0) | 24,0   | 125,0    | 18.      |

## Vívás
Férfi
| Versenyző                                                                | Versenyszám       | Selejtező | Selejtező | Selejtező | Selejtező | Selejtező | Selejtező | Főtábla                      | Főtábla                     | Főtábla                      | Vigaszág                       | Vigaszág          | Vigaszág          | Vigaszág          | Negyeddöntő               | Elődöntő                                   | Döntő                                          | Helyezés |
| Versenyző                                                                | Versenyszám       | 1. kör | 1. kör    | 2. kör | 2. kör    | 3. kör | 3. kör    | 1. kör                       | 2. kör                      | 3. kör                       | 1. kör                         | 2. kör            | 3. kör            | 4. kör            | Negyeddöntő               | Elődöntő                                   | Döntő                                          | Helyezés |
| Versenyző                                                                | Versenyszám       | Ellenfél Eredmény | Hely.     | Ellenfél Eredmény | Hely.     | Ellenfél Eredmény | Hely.     | Ellenfél Eredmény            | Ellenfél Eredmény           | Ellenfél Eredmény            | Ellenfél Eredmény              | Ellenfél Eredmény | Ellenfél Eredmény | Ellenfél Eredmény | Ellenfél Eredmény         | Ellenfél Eredmény                          | Ellenfél Eredmény                              | Helyezés |
| ------------------------------------------------------------------------ | ----------------- | --- | --------- | --- | --------- | --- | --------- | ---------------------------- | --------------------------- | ---------------------------- | ------------------------------ | ----------------- | ----------------- | ----------------- | ------------------------- | ------------------------------------------ | ---------------------------------------------- | -------- |
| Ola Kajbjer                                                              | Tőr, egyéni       | 7. csoport · Khaled Al-Awadhi (KUW) · 5–1 · Aris Enkelmann (GDR) · 5–4 · Matthias Behr (FRG) · 5–4 · İlqar Məmmədov (URS) · 1–5                      | 2.        | 7. csoport · Peter Lewison (USA) · 2–5 · Philippe Omnès (FRA) · 5–1 · Leszek Bandach (POL) · 5–2 · Bill Gosbee (GBR) · 3–5                                         | 4.        | 5. csoport · Benoît Giasson (CAN) · 5–4 · Joachim Wendt (AUT) · 1–5 · Ulrich Schreck (FRG) · 2–5 · İlqar Məmmədov (URS) · 2–5                                    | 5.        | kiesett                      | kiesett                     | kiesett                      | kiesett                        | kiesett           | kiesett           | kiesett           | kiesett                   | kiesett                                    | kiesett                                        | 33.      |
| Eric Strand                                                              | Tőr, egyéni       | 1. csoport · Douglas Fonseca (BRA) · 5–4 · Sergio Turiace (ARG) · 5–0 · Matthias Gey (FRG) · 5–4 · Abdel Monem El-Husseini (EGY) · 1–5               | 3.        | 8. csoport · Ahmed Mohamed (EGY) · 5–3 · Lao Sao-pej (Lao Shaopei) (CHN) · 5–3 · Udo Wagner (GDR) · 5–4 · Marian Sypniewski (POL) · 5–2 · Gátai Róbert (HUN) · 4–5 | 2.        | 6. csoport · Kim Szungphjo (Kim Seung-Pyo) (KOR) · 3–5 · Liu Jün-hung (Liu Yunhong) (CHN) · 2–5 · Aljakszandr Ramanykov (URS) · 4–5 · Philippe Omnès (FRA) · 0–5 | 5.        | kiesett                      | kiesett                     | kiesett                      | kiesett                        | kiesett           | kiesett           | kiesett           | kiesett                   | kiesett                                    | kiesett                                        | 38.      |
| Thomas Åkerberg                                                          | Tőr, egyéni       | 4. csoport · Umezava Kenicsi (JPN) · 4–5 · Peter Lewison (USA) · 4–5 · Érsek Zsolt (HUN) · 1–5 · Ulrich Schreck (FRG) · 2–5                          | 5.        | kiesett | kiesett   | kiesett | kiesett   | kiesett                      | kiesett                     | kiesett                      | kiesett                        | kiesett           | kiesett           | kiesett           | kiesett                   | kiesett                                    | kiesett                                        | 60.      |
| Jerri Bergström                                                          | Párbajtőr, egyéni | 7. csoport · Manuel Pereira (ESP) · 5–2 · Joaquin Pinto (COL) · 5–3 · Kolczonay Ernő (HUN) · 5–5 · Thomas Gerull (FRG) · 3–5                         | 2.        | 11. csoport · Chan Khaj-száng (Chan Kai Sang) (HKG) · 5–0 · Roberto Lazzarini (BRA) · 5–2 · Mihajlo Tisko (URS) · 5–3 · Kolczonay Ernő (HUN) · 0–5                 | 2.        | 1. csoport · Cezary Siess (POL) · 5–0 · Stephen Trevor (USA) · 5–2 · Mauricio Rivas (COL) · 5–2 · Arno Strohmeyer (AUT) · 5–3 · Mihajlo Tisko (URS) · 5–4        | 1.        | Stéphane Ganeff (NED) · 10–8 | Kolczonay Ernő (HUN) · 10–6 | Philippe Riboud (FRA) · 10–8 |                                |                   |                   |                   | Arnd Schmitt (FRG) · 7–10 | kiesett                                    | kiesett                                        | 6.       |
| Péter Vánky                                                              | Párbajtőr, egyéni | 8. csoport · Tu Csen-cseng (Du Zhencheng) (CHN) · 4–5 · Jean-Marc Chouinard (CAN) · 5–3 · Juan Miguel Paz (COL) · 5–3 · Pásztor Szabolcs (HUN) · 2–5 | 2.        | 9. csoport · Lars Winter (FIN) · 5–1 · Uwe Proske (GDR) · 5–4 · Rob Stull (USA) · 4–5 · Székely Zoltán (HUN) · 2–5                                                 | 3.        | 3. csoport · Roberto Lazzarini (BRA) · 4–5 · Uwe Proske (GDR) · 5–2 · Vlagyimir Reznyicsenko (URS) · 5–4 · Stefan Joos (BEL) · 5–4 · Éric Srecki (FRA) · 4–5     | 2.        | Alexander Pusch (FRG) · 5–10 |                             |                              | Jean-Michel Henry (FRA) · 4–10 | kiesett           | kiesett           | kiesett           | kiesett                   | kiesett                                    | kiesett                                        | 29.      |
| Otto Drakenberg                                                          | Párbajtőr, egyéni | 4. csoport · Antônio Machado (BRA) · 2–5 · Vang Szan-caj (Wang San-Tsai) (TPE) · 5–3 · Robert Davidson (AUS) · 5–2 · Andrej Suvalov (URS) · 5–2      | 1.        | 10. csoport · Mohamed Al-Hamar (KUW) · 1–5 · Stefano Pantano (ITA) · 5–5 · John Llewellyn (GBR) · 3–5 · Ludomir Chronowski (POL) · 3–5                             | 5.        | kiesett | kiesett   | kiesett                      | kiesett                     | kiesett                      | kiesett                        | kiesett           | kiesett           | kiesett           | kiesett                   | kiesett                                    | kiesett                                        | 54.      |
| Peter Åkerberg Thomas Åkerberg Ola Kajbjer Eric Strand Per Täckenström   | Tőr, csapat       | 3. csoport · Franciaország (FRA) · 3–9 · NSZK (FRG) · 0–9 · Egyesült Államok (USA) · 9–2 ·                                                           | 3.        | |           | |           |                              |                             |                              |                                |                   |                   |                   | kiesett                   | kiesett                                    | kiesett                                        | 12.      |
| Johan Bergdahl Jerri Bergström Otto Drakenberg Ulf Sandegren Péter Vánky | Párbajtőr, csapat | 6. csoport · Magyarország (HUN) · 3–9 · Bahrein (BRN) · 9–3                                                                                          | 2.        | |           | |           | Lengyelország (POL) · 9–6    |                             |                              |                                |                   |                   |                   | Szovjetunió (URS) · 5–9   | Az 5–8. helyért · Magyarország (HUN) · 5–8 | A 7. helyért · Dél-Korea (KOR) · 8 (60)–8 (64) | 8.       |

Női
| Versenyző    | Versenyszám | Selejtező | Selejtező | Selejtező | Selejtező | Selejtező         | Selejtező | Főtábla           | Főtábla           | Vigaszág          | Vigaszág          | Negyeddöntő       | Elődöntő          | Döntő             | Helyezés |
| Versenyző    | Versenyszám | 1. kör | 1. kör    | 2. kör | 2. kör    | 3. kör            | 3. kör    | 1. kör            | 2. kör            | 1. kör            | 2. kör            | Negyeddöntő       | Elődöntő          | Döntő             | Helyezés |
| Versenyző    | Versenyszám | Ellenfél Eredmény | Hely.     | Ellenfél Eredmény | Hely.     | Ellenfél Eredmény | Hely.     | Ellenfél Eredmény | Ellenfél Eredmény | Ellenfél Eredmény | Ellenfél Eredmény | Ellenfél Eredmény | Ellenfél Eredmény | Ellenfél Eredmény | Helyezés |
| ------------ | ----------- | --- | --------- | --- | --------- | ----------------- | --------- | ----------------- | ----------------- | ----------------- | ----------------- | ----------------- | ----------------- | ----------------- | -------- |
| Kerstin Palm | Tőr, egyéni | 8. csoport · Fabiana López (MEX) · 5–4 · Reka Zsofia Lazăr-Szabo (ROU) · 5–1 · Jelena Glikina (URS) · 2–5 · Sabine Bau (FRG) · 4–5 | 3.        | 1. csoport · Mary O’Neill (USA) · 5–1 · Oka Tomoko (JPN) · 2–5 · Zita-Eva Funkenhauser (FRG) · 3–5 · Szun Hung-jün (Sun Hongyun) (CHN) · 3–5 · Jelena Glikina (URS) · 2–5 | 5.        | kiesett           | kiesett   | kiesett           | kiesett           | kiesett           | kiesett           | kiesett           | kiesett           | kiesett           | 29.      |